# Wilhelmina (Fernsehserie, 1966)
Wilhelmina ist eine fünfteilige deutsche Miniserie aus den Jahren 1966 und 1968 unter der Regie von Thomas Engel. Sie spielt im West-Berlin der 1960er-Jahre und erzählt auf humorvolle Weise Alltagsgeschichten aus dem Leben des Ehepaares Wilhelmina und Georg Asmus, gespielt von Chariklia Baxevanos und Günter Pfitzmann.

## Handlung
Wilhelmina, von ihrem Ehemann Georg kurz „Wilhelm“ genannt, arbeitet als Verkäuferin in einer Berliner Buchhandlung, während Georg als Sportreporter tätig ist. Trotz zahlreicher Meinungsverschiedenheiten und Auseinandersetzungen gelingt es den beiden, die aufkommenden Probleme gemeinsam zu meistern, zu denen zuweilen auch ihr lebhafter schwarzer Pudel namens Yapie beiträgt. Bei der Bewältigung der Ehekrisen erhalten sie tatkräftige Unterstützung von Tante Sophie, Onkel Herbert und der Nachbarin Hanna Pieper.

## Episoden
| Nr. | Originaltitel            | Erstausstrahlung D | Gastdarsteller                                                                                         |
| --- | ------------------------ | ------------------ | --- |
| 1 | Das Abendkleid           | 12. Aug. 1966      | Erik Ode: Kunde Erich Fiedler: Moderator Eva Lissa: Verkäuferin                                        |
| Für den gemeinsamen Besuch des Presseballes stellt Georg seiner Frau 500 DM für den Kauf eines eleganten Abendkleides zur Verfügung. Während sich Wilhelmina für die Tanzveranstaltung nicht so recht begeistern und für kein passendes Modell entscheiden kann, bringt Georg sie mit seinen ständigen Nachfragen zunehmend in Erklärungsnot. Derweil gibt Wilhelmina das Geld für andere dringend benötigte Anschaffungen aus. Nach einem häuslichen Ehezwist versöhnen sich Georg und Wilhelmina wieder in der Überzeugung, dass die Folgekosten für den Besuch des gesellschaftlichen Ereignisses ohnehin zu hoch ausgefallen wären. |                          |                    | |
| 2 | Die Kur                  | 9. Sep. 1966       | Wolfgang Kühne: Doktor von Lohmann-Tilleke                                                             |
| Wilhelmina begleitet Tante Sophie zu einer Entschlackungskur in ein Sanatorium und bittet ihre Wohnungsnachbarin Hanna um die Beaufsichtigung der Wohnung. Die Daheimgebliebenen feiern jedoch ausgelassen zusammen mit Onkel Herbert. Als die Kur erfolglos abgebrochen wird, weil sich Sophie nicht an die Diätvorschriften hält, kommt Wilhelmina überraschend vorzeitig nach Hause und findet die Wohnung in einem verwahrlosten Zustand vor. Nach den jüngsten Erfahrungen ist sie nun selbst eine begeisterte Anhängerin gesunder Ernährung und sorgt für einen veränderten Speiseplan im eigenen Haus. Da Georg körperlich und seelisch darunter leidet, kommt Wilhelmina zur Einsicht, und beide beschließen, zünftig essen zu gehen. |                          |                    | |
| 3 | Und ihr Held             | 15. Nov. 1968      | Claus Eberth: Boxer Hubert Papke Reinhold Bernt: Boxtrainer Winfried Buchner: Zuschauer                |
| Bei einem Streit mit einem Boxer, der infolge eines am Vortag verlorenen Kampfes eine schlechte Presse hatte, fängt sich Georg durch den versehentlichen Zusammenprall mit einem Betonpfeiler ein blaues Auge ein. Gegenüber seiner Frau schönt er den Ablauf zu seinen Gunsten und präsentiert sich als „Held“, der seinem Kontrahenten Paroli bieten konnte. Hanna hat sich unterdessen in den Boxer verliebt und bringt ihn eines Abends mit zu Besuch. Bei einem vertraulichen Gespräch erfährt Wilhelmina die Wahrheit, sodass Georg seine Darstellung kleinlaut korrigieren muss. |                          |                    | |
| 4 | Und das Luxusappartement | 29. Nov. 1968      | Walter Bluhm: Mietinteressent Egon Elsa Wagner: Hausbesitzerin Emma Else Ehser: Hausbesitzerin Gertrud |
| Tante Sophie überredet Wilhelmina, ein großzügiges Appartement über den Dächern der Stadt anzumieten, das ihre finanziellen Möglichkeiten übersteigt. Georg ist skeptisch und lässt sich nur zögernd von einem Umzug überzeugen. Um die beiden in ihrer Nähe zu behalten, sorgt Hanna mit absichtlichen Falschdarstellungen der bisherigen Wohnverhältnisse für ein ausbleibendes Interesse potenzieller Nachmieter. Als sich zusätzlich herausstellt, dass der neue Mietvertrag die Haltung von Hunden verbietet, rückt Wilhelmina auch aus Rücksicht auf Yapie von ihrem Vorhaben ab. |                          |                    | |
| 5 | Und ihr Verehrer         | 13. Dez. 1968      | Dieter Ranspach: Pfarrer                                                                               |
| Ein hilfsbereiter Passant macht Wilhelmina vor der Haustür den Hof. In der Folge erhält sie wiederholt Telefonanrufe sowie Blumengeschenke und ist auffallend häufig verabredet. Georg ist auf den Unbekannten eifersüchtig, ahnt aber nicht, dass Hanna auf Wunsch von Wilhelmina im Hintergrund die Fäden zieht. In Sorge um die Treue seiner Frau beschließt Georg, die kirchliche Trauung mit Wilhelmina nachzuholen. Während der Zeremonie entpuppt sich der Pfarrer als der ursprüngliche Verehrer. |                          |                    | |

## Entstehung und Veröffentlichung

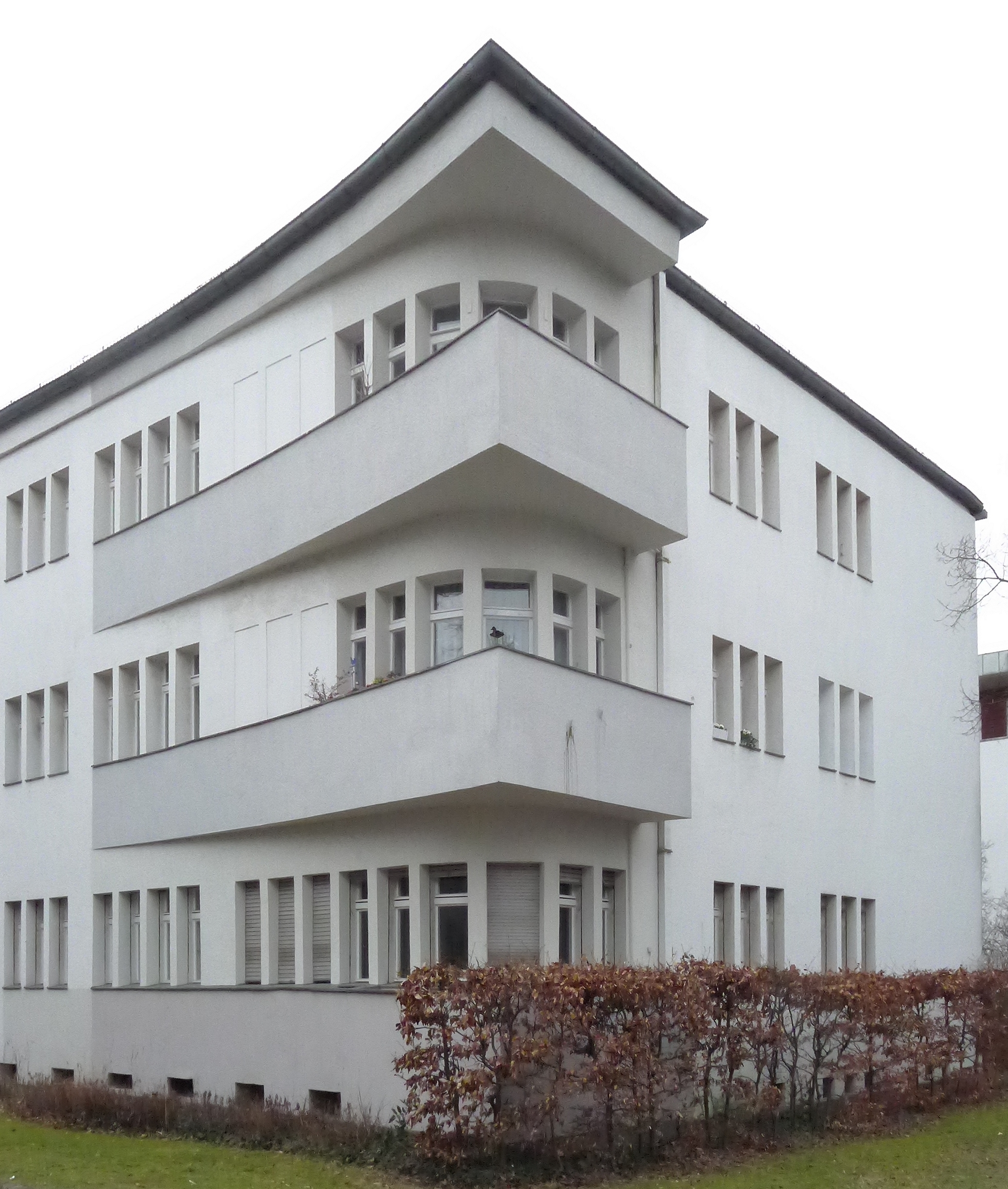
Haus Salzbrunn, Salzbrunner Straße 25–29

Die ersten zwei Episoden wurden im Jahr 1966 und drei weitere Folgen ein Jahr später von der F.W.F.-Film Fritz Wagner im Auftrag der Berliner Werbefunk GmbH in Schwarz-weiß produziert. Die Erstausstrahlung erfolgte im Sender Freies Berlin, Wiederholungen wurden anschließend auch in weiteren Regionalprogrammen der ARD gesendet. Nach mehr als einem halben Jahrhundert folgte am 6. April 2024 im Rundfunk Berlin-Brandenburg unter der Rubrik Viertel Neun eine weitere Wiederholung aller Episoden anlässlich des 100. Geburtstages von Günter Pfitzmann.
Der Serienvorspann mit Wilhelmina im VW Käfer Cabriolet wurde an der Kreuzung Salzbrunner Straße/Charlottenbrunner Straße im Ortsteil Berlin-Schmargendorf gedreht. Das im Szenenhintergrund erkennbare Haus Salzbrunn ist ein Kulturdenkmal. In der Salzbrunner Straße Richtung Norden befinden sich in der Serie auch die Wohnungen des Ehepaares Asmus und der Nachbarin Hanna Pieper.
Das VW Käfer Cabriolet führt dabei verschiedene Kennzeichen, die aber alle so nicht hätten vergeben werden können. In den Folgen 1 und 2 trägt der Wagen das Kennzeichen „QV-F 389“, ein Kennzeichen „QV“ hat es aber nie gegeben. In den Folgen 3, 4 und 5 ist es dann das Kennzeichen „OF-389“. „OF“ ist das Kennzeichen für die Stadt und den Landkreis Offenbach am Main, es fehlt aber in der Erkennungsnummer der Zwischenbuchstabe. Wilhelminas Ehemann Georg dagegen fährt einen VW Käfer mit dem Kennzeichen „OE-389“. Auch diesem Kennzeichen fehlt der Buchstabe in der Erkennungsnummer, „OE“ steht für den Kreis Olpe in Westfalen.
Die Miniserie wurde im Mai 2013 von Edel Music & Entertainment innerhalb der Reihe Die schönsten TV-Klassiker auf DVD herausgebracht.